# 克卜勒1638b
克卜勒1638b（Kepler-1638 b）是一顆位於天鵝座的太陽系外行星，母恆星為克卜勒1638，距離地球約2866光年。該行星屬於超級地球，半徑為1.87+0.33
−0.22 R🜨，軌道週期259.337±0.013日，並且位於母恆星的適居帶內。它的地球相似指數為0.76。